# Gustav Schädler
Gustav Schädler (ur. 18 listopada 1883 w Triesenbergu zm. 19 czerwca 1961 w Vaduz) – drugi premier Liechtensteinu, deputowany w Landtagu.

## Życiorys[1]
Urodził się w Triesenbergu jako syn rolnika i lokalnego radcy Adolfa Schädlera i jego żony Marii Beck, jako jedno z piątki ich dzieci. Poślubił w 1918 roku poślubił Olgę Real, z którą miał dwójkę dzieci. Z wykształcenia Gustav był nauczycielem. Ukończył seminarium dla nauczycieli w Saulgau, a także przeszedł szkolenia z zakresu języka niemieckiego i historii w Zurychu. W latach 1914–1922, a potem 1928–45 pracował jako nauczyciel w szkole państwowej w Vaduz.
Kariera polityczna Schädlera rozpoczęła się w 1918 roku, kiedy dostał się do parlamentu z ramienia Chrześcijańsko-Społecznej Partii Ludowej. Był sekretarzem Landtagu w latach 1919–1920. Wybory w 1922 r. przyniosły Partii Ludowej wyraźną większość w Landtagu i 2 marca 1922 r. Schädler został wybrany do nowego rządy przez parlament. Po rezygnacji Josefa Ospelta, książę Jan II mianował Gustava Schädlera 10 czerwca 1922 r. nowym premierem.
Przed nowym rządem stanął szereg różnorodnych problemów, które musiały zostać rozwiązane. Rząd Schädlera zakończył negocjację ze Szwajcarią w sprawie unii celnej, a także zbudował od nowa całą strukturę prawną administracji i sądownictwa, a także dostosował prawo do nowej konstytucji z roku 1921. Podczas swojej kadencji ściśle współpracował z Wilhelmem Beckiem i Emilem Beckiem.
Za jego rządów wprowadzona została waluta franka szwajcarskiego w 1924 roku. Po powodzi Renu w 1927 r., która spowodowała wielkie zniszczenia w dolinie, Schädler przewodził komitetowi pomocy i przy współpracy z mediami szwajcarskimi zebrał sporą sumę pieniędzy.

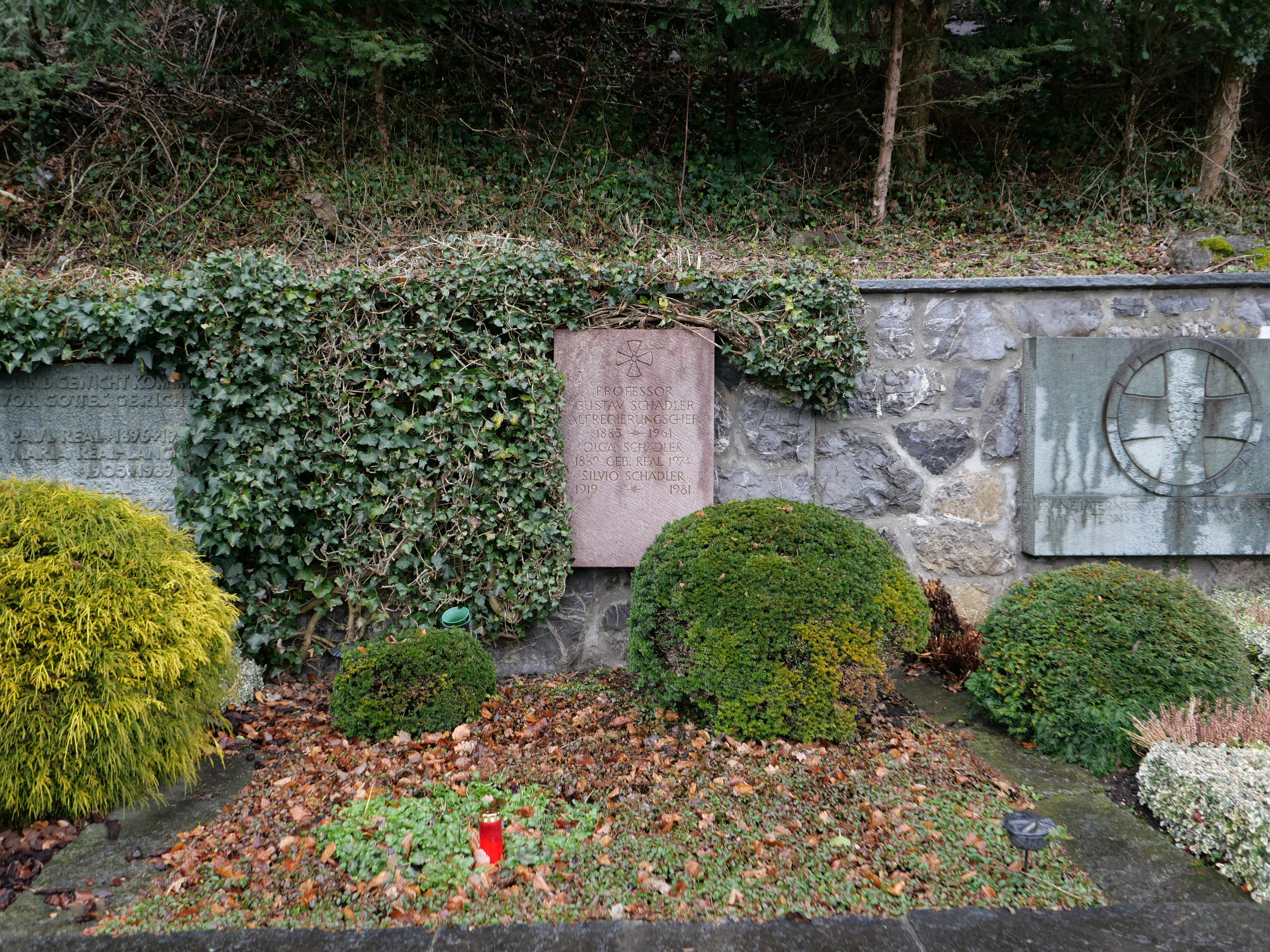
Grób rodzinny na cmentarzu w Vaduz, w którym pochowani są Schädler, jego żona Olga z domu Real (1889-1974) i syn Silvio (1919-1981).

Po skandalu w zarządzie Narodowego Banku Liechtensteinu rząd podał się do dymisji, a Partia Ludowa poniosła porażkę w wyborach, co w późniejszych latach prowadziło do rozwiązania partii i utworzenia na bazie jej struktur nowej partii – Unii Patriotycznej. Cały rząd wraz z Gustavem Schädlerem zrezygnował 15 czerwca 1928 r.
Gustav Schädler miał znacznie bardziej liberalne podejście od swojego poprzednika – Ospelta. Objawiało się m.in. w jego sceptycznym podejściu do Kościoła. Za jego rządów nastąpiło bardzo duże zbliżenie gospodarcze, polityczne i kulturowe do Szwajcarii, które trwa do dziś.